# El guitarrista de la cabana
El guitarrista de la cabana, és una pintura a l’oli del pintor Joan Abelló, on representa a un guitarrista i un infant al costat, en un fons cromàtic de colors més aviats foscos. L’obra pertany a l’anomenada “època negra” de l’artista, desenvolupada durant els anys cinquanta, i forma part de la col·lecció del Museu Abelló.

## Descripció de l'obra
En la peça es representa a un home amb una guitarra i un infant al seu costat. L’home està situat al centre de la composició, provocant que la guitarra faci una diagonal que ocupa gran part de la superfície del quadre. A la dreta de l’home, que va vestit de blau i disposa d’un rostre seriós fruit de la seva concentració vers l’instrument, Abelló hi representa un infant ros que, vestit de vermell, observa les mans de l’home. És possiblement la figura que representa un grau de detall més gran, ja que el pintor li col·loca un coll blanc molt ornamental a la samarreta i una diadema al cap, cosa que ens fa pensar que es tracta de la representació d’una nena. A l’angle inferior dret Abelló representa la part d’una taula rodona blava en la qual apareixen representats un got i un sobre, en el qual Abelló signa i data la peça. Segons fonts pròximes a l’artista, era molt habitual en ell el fet de crear retrats a partir d’escenes que veia en bars i tavernes molt semblant a aquesta, en les quals algun personatge improvisava amb algun instrument o cantant, i que Abelló després immortalitzava en una pintura: aquesta podria ser una hipòtesi per a la justificació d’aquesta peça, però desconeixem, tot i així, la identitat dels personatges. Per la seva part, l'escriptor Pedro Voltes assenyala que el guitarrista podria ser la representació de Brancós, un amic d’Abelló.
L’obra presenta un cromatisme molt contingut, de colors que són més aviat foscos, aspecte que provoca un fort contrast entre els rostres i mans dels protagonistes i de la guitarra, de colors molt més clars. Tot plegat està situat en un fons realitzat a partir de pinzellades de tons negres i verds molt foscos que en l'extrem dret presenten una franja vertical més clara, amb colors més aviat ocres.

## Estil
La justificació per a l'elecció de tonalitats majoritàriament fosques per a la seva realització podria trobar-se en el context biogràfic de l’artista, ja que els anys posteriors a la mort del seu germà l’any 1947 el pintor Abelló mostra un to més elevat de misticisme a les seves obres, així com una preferència a l’ús d’ombres i de tonalitats negres (aspecte que dona nom a aquesta època dels anys 50, “l’època negra”) pigments que no utilitzava en la seva primera etapa de caràcter més neoimpressionista influenciada clarament per Joaquim Mir.

## Exposicions
- El sentit del ritme, Museu Abelló. Mollet del Vallès, 05/03/ 2010 - 23/05/2010